# Каёкёку
Каёкёку (яп. 歌謡曲) — японский музыкальный жанр, японская традиционная поп-музыка эпохи Сёва. (Обычно термин понимается как старомодные поп-песни 1950-х—80-х годов.)
Раньше в Японии так называли всю популярную музыку в западном стиле, но к началу 1990-х годов ситуация в японской музыке стала напоминать ту, что сложилась в Америке и в Европе — все жанры раздробились, смешались и запутались. Все старые категории японской музыки либо потеряли смысл, либо стали означать что-то другое, а термин «каёкёку» продолжал использоваться практически только для певцов-«идолов». Тогда японские музыкальные магазины для простоты и удобства покупателей решили категоризировать всю современную японскую поп-музыку как «J-pop», а сборники баллад в стиле энка стали называть «каёкёку». В настоящее время магазины обычно делят музыку на четыре полки: J-pop (японская поп-музыка, включая рок), западная поп-музыка, энка (старомодная японская баллада) и классическая музыка. То, что раньше называлось каёкёку, теперь в зависимости от стиля относят либо к J-pop, либо к энке.

## История термина
Изначально, в эпоху Мэйдзи (1868—1912), термином «каёкёку» (яп. 歌謡曲) назывались в Японии западные песни, пришедшие в страну из США, Европы и т.д.
Но где-то на заре эпохи Сёва (1926—1989) японская вещательная корпорация «JOAK» (теперь «NHK»), до этого в своих радиотрансляциях использовавшая для современных японских песен массового жанра термин «хаяри-ута» (яп. 流行歌, буквально «популярная песня»), посчитав, что «неуместно называть „популярной песней“ песню, про которую не знаешь, популярна она или нет», начала вместо него использовать термин «каёкёку».

## Различные толкования термина в настоящее время
- По описанию японской англоязычной газеты Japan Times, жанр «каёкёку» — это «японская традиционная поп-музыка»[1] или «поп-музыка эпохи Сёва»[2] (т.е. до 1989 года).
- По определению «Всемирной энциклопедии Хэйбонся»[англ.], каёкёку — «типовая популярная песня современной Японии»[5]. Термин же для песен древней Японии — «каё» (яп. 歌謡)[5].
- Сайт японского посольства в России пишет, что сейчас термин «каёкёку» «охватывает широкое разнообразие изысканной популярной музыки, процветающей, преимущественно, на телерекламе». Статья про японскую музыку на сайте также по-прежнему относит всех японских певцов-«идолов» — как прошлых лет, так и современных — к жанру каёкёку[3]. Как пишет веб-сайт,

Идольная музыка включается в более обширную музыкальную категорию, именуемую каёкёку (популярная песня). Когда-то этот термин обозначал всю популярную музыку западного стиля, но ныне он охватывает широкое разнообразие изысканной популярной музыки, процветающей, преимущественно, на телерекламе. Слово каёкёку имеет еще и дополнительное значение — «музыка без содержания».  Типы её исполнителей могут варьироваться от «поющих под фанеру» идолов-тинэйджеров с мимолетной известностью до такого женского рок-ансамбля, как «Принцесса, принцесса», участницы которого сбились в коллектив исключительно по собственной инициативе, сами пишут музыку, но завоевали популярность, в первую очередь, благодаря появлению в телешоу и коммерческих программах.